# Elaine Feinstein
Elaine Feinstein (de soltera Elaine Cooklin; Bootle, Reino Unido, 24 de octubre de 1930 - Londres, Reino Unido, 23 de septiembre de 2019)  fue una poeta, novelista y escritora de cuentos, dramaturga, biógrafa y traductora inglesa.

## Biografía
Nació en Bootle, Lancashire. Su padre dejó los estudios a los 12 años a falta de tiempo para dedicarse a los libros, pero era un gran narrador. Dirigía una pequeña fábrica de muebles de madera durante la década de 1930. En su obra, Feinstein considera que tuvo una infancia feliz: 
La certeza interior de ser amada y valorada contribuyó en gran medida a crear mi propio sentido de resiliencia en los últimos años que pasé en un mundo que parecía completamente extraño. Nunca perdí la sensación de la infancia de ser afortunada.
Feinstein fue enviada, por su madre, a la Wyggeston Grammar School para chicas, "una escuela todo lo buena que Leicester puede proporcionar". Escribió poemas desde los 8 años, que fueron publicados en la revista de la escuela. Al final de la guerra, el sentido de seguridad infantil de Feinstein fue destrozado con el descubrimiento de los campos de exterminio nazis. Señaló: "Ese año me convertí en judía por primera vez". Esto ha influido en su obra como comentó un crítico:  "Leal a sus orígenes familiares en la diáspora ruso-judía, desarrolló una gran afinidad por los poetas rusos de este siglo y del pasado".
Desde entonces, Feinstein destacó en sus estudios. Después de Newnham College, Cambridge, se presentó a los exámenes de capacitación de derecho, trabajó en Hockerill Training College y más tarde como profesora universitaria en la Universidad de Essex (1967-1970). 

## Carrera literaria
Feinstein se casó y tuvo tres hijos con su esposo, Arnold Feinstein. Cuando reanudó la escritura, "volvió a la vida", escribiendo diarios, disfrutando del proceso de leer y escribir poesía, componiendo piezas para dar sentido a la experiencia. Comentó que quería "proposiciones sencillas, líneas poéticas, como si de líneas musicales se tratara”.  Se inspiró en la poesía de Marina Tsvetayeva para traducir parte de su poesía. Estos poemas fueron publicados por Oxford University Press y Penguin Books en 1971. Recibió tres premios de traducción del Arts Council . 
Después de 1980, cuando fue nombrada miembro de la Royal Society of Literature, se convirtió en escritora a tiempo completo. En 1990, recibió un premio Cholmondeley de poesía y un D.Litt honorario. de la Universidad de Leicester. Visitó Rusia de vez en cuando para investigar sus libros y visitar a amigos, entre ellos Yevgeny Yevtushenko. Sus escritos incluyeron 14 novelas, muchas obras de radio, dramas de televisión y cinco biografías, entre ellas Un león cautivo: la vida de Marina Tsvetaeva (1987) y Pushkin (1998). Ted Hughes: La vida de un poeta (2001) fue preseleccionado para el premio bienal de biografía Marsh. Su biografía de Anna Akhmatova, Anna de todas las Rusias, apareció en 2005 y fue traducida a doce idiomas europeos, incluido el ruso.
Su primera novela, El círculo (1970), escrita bajo la influencia de Tsvetayeva, es "un estudio de un matrimonio, des del punto de vista de la esposa". Varias novelas confirman sus raíces judías: The Survivors (1982), abarca las generaciones anteriores y posteriores al Holocausto, mientras que The Border (1984) habla de una anciana en Sídney y su "dolorosa, misteriosa... fuga de Viena con su esposo en 1939 ". 
La poesía de Feinstein estaba influenciada por los poetas de Black Mountain y por los objetivistas. Charles Olson le envió su "famosa carta que define la ' prosodia ' del aliento". Feinstein viajó mucho para leer su trabajo en festivales en el extranjero y como escritora residente para el British Council, primero en Singapur y luego en Tromsø, Noruega. Fue becaria de la Fundación Rockefeller en Bellagio en 1998. Sus poemas han sido ampliamente antologizados. Su Recopilación de poemas y traducciones (2002) recibió la mención especial de la Sociedad de libros de poesía, y fue nombrada miembro del Consejo de la Royal Society of Literature en 2007. Fue jueza de los premios Gregory, el premio de ficción extranjero independiente, el premio Costa de poesía y el premio Rossica de literatura traducida del ruso, y en 1995 fue presidenta de los jueces del premio TS Elliot . Feinstein participó en el 22º Festival de Poesía de Aldeburgh en noviembre de 2010 y continuó dando conferencias en varios países.
Cuando en la entrevista con Alma Books se le preguntó qué tres libros salvaría si su casa se incendiara, respondió: "Me llevaría mi iPad".

## Muerte
Elaine Feinstein murió de cáncer en Londres el 23 de septiembre de 2019, a los 88 años. Dejando atrás tres hijos y seis nietos.

## Libros
- Bessie Smith: Serie Vidas de mujeres modernas Pingüino / Vikingo
- Un león cautivo: La vida de Marina Tsvetayeva Hutchinson, 1987
- Mujeres de Lawrence HarperCollins, Londres, 1993; Lawrence y las mujeres Nueva York, 1993
- Pushkin Weidenfeld y Nicolson; Ecco, Estados Unidos, 1998
- La Jerusalén rusa
- Ted Hughes : La vida de un poeta Weidenfeld & Nicolson, 2001
- Anna de todas las Rusia: una vida de Anna Akhmatova Weidenfeld & Nicolson, 2005; Knopf, 2006
- Va con el territorio: Memorias de un poeta Alma Books, 2013

### Colecciones de poesía
- La memoria clínica: poemas nuevos y seleccionados ( Carcanet Press, febrero de 2017)
- Ciudades ( Carcanet Press, junio de 2010)
- Bride of Ice: Nuevos poemas seleccionados de Marina Tsvetayeva ( Carcanet Press, 2009)
- Hablando con los muertos ( Carcanet Press, 2007)
- Poemas y traducciones recopilados ( Carcanet Press, 2002)
- Oro ( Carcanet Press, 2000)
- After Pushkin (editado por Elaine Feinstein) (Folio Society & Carcanet Press, 1999)
- Luz del día ( Carcanet Press, 1997)
- Poemas seleccionados ( Carcanet Press, 1994)
- Música de la ciudad, Hutchinson, 1990
- Badlands, Hutchinson, 1987
- La fiesta de Eurídice, Faber & Faber / Próximas ediciones, 1980
- Algunos malestares y ángeles, Hutchinson; 1977, reimpreso, 1981
- Poemas seleccionados, University Center, Michigan, Green River Press, 1977
- Tres poetas rusos: Margarita Aliger, Yunna Morits, Bella Akhmadulina, Manchester: Carcanet Press, 1976
- Los celebrantes y otros poemas, Hutchinson, 1973
- En el borde, Sceptre Press, 1972
- El manzano mágico, Londres, Hutchinson, 1971
- En un ojo verde, Londres, Goliard Press, 1966
- Los poemas seleccionados de Marina Tsvetayeva, Oxford University Press, 1961. Segunda edición, 1971. Tercera edición, Hutchinson, 1987

### Novelas
- The Circle London, Hutchinson (Penguin 1973)
- La salida de Amberstone, Londres, Hutchinson, (Penguin 1974); traducido al hebreo (Keter 1984)
- The Glass Alambic, como The Crystal Garden London, Hutchinson, (Penguin 1978); Nueva York, Dutton, 1974
- Hijos de la rosa, Londres, Hutchinson; (Penguin 1976); traducido al hebreo, 1987
- El éxtasis de la Dra. Miriam Garner, Londres, Hutchinson
- The Shadow Master, Londres, Hutchinson, 1978; Nueva York, Simon & Schuster, 1979
- Los supervivientes, Londres, Hutchinson; Nueva York, 1991
- The Border, Londres, Hutchinson; Nueva York, 1985
- Mother's Girl, Londres, Hutchinson; preseleccionado para el premio de ficción Los Angeles Times 1990
- Todo lo que necesita, Londres, Hutchinson; Nueva York, 1991
- Amar a Brecht, Londres, Hutchinson
- Soñadores, Londres, Macmillan
- Confesión de Lady Chatterley, Londres, Macmillan, 1995
- Herencia oscura, Londres, Prensa de mujeres
- La Jerusalén rusa, Mánchester,

### Reproducciones de radio
- 1980: ecos
- 1981: una primavera tardía
- 1983: Un día libre
- 1985: Marina Tsvetayeva: una vida
- 1987: Si alguna vez vuelvo a ponerme de pie
- 1990: El hombre de su vida
- 1993: Foreign Girls, una trilogía
- 1994: una reunión de invierno
- 1996: Lawrence's Women in Love (adaptación en cuatro partes)
- 1996: Adaptación de la novela, Libro de confesión de Lady Chatterley a la hora de dormir

### Colecciones de cuentos
- Asuntos de azar, Londres, Covent Garden Press
- Las áreas silenciosas, Londres, Hutchinson

## Premios y reconocimientos
- 1970: Beca del Arts Council / Premio a la traducción
- 1971: Premio Betty Miller
- 1979: Beca del Arts Council / Premio a la traducción
- 1981: Beca / Premio del Consejo de las Artes a la traducción
- 1981: Miembro de la Royal Society of Literature
- 1990: Premio Cholmondeley
- 1992: Premio de viaje de la Sociedad de Autores
- 2004: Premio del Consejo de las Artes